# Associazione Calcio Cesena 1986-1987
Questa voce raccoglie le informazioni riguardanti l'Associazione Calcio Cesena nelle competizioni ufficiali della stagione 1986-1987.

## Stagione
Nella stagione 1986-1987, rispetto all'annata precedente trascorsa con l'allenatore Adriano Buffoni, troviamo ora sulla panchina cesenate il tecnico Bruno Bolchi, che promuove titolare fra i pali Sebastiano Rossi, mentre in attacco arriva dall'Atalanta Fulvio Simonini, che è stato il miglior marcatore stagionale con 12 reti, delle quali 1 in Coppa e 11 in campionato.
Il cammino del Cesena non inizia nel migliore dei modi: presto eliminato dalla Coppa Italia, seppur con due vittorie ed altrettanti pareggi ed una sola sconfitta contro il Napoli di Diego Armando Maradona, in campionato il Cesena ottiene la sua prima vittoria solo alla settima giornata battendo in casa il Taranto. In seguito però i romagnoli scalano la graduatoria, costruendo il loro successo principalmente in casa: fra le mura amiche perdono infatti un solo incontro (quello con la Cremonese alla quarta) e concedono cinque pareggi. Nel girone di andata la squadra bianconera raccoglie in media un punto a partita, 19 in altrettanti incontri, ma cambia il passo nel ritorno, nel quale raccoglie 24 punti, agganciando gli spareggi promozione.
Si arriva così al decisivo ultimo turno: il Cesena batte il Catania condannandolo alla retrocessione, vincono anche il Lecce e il Pisa, che sconfigge la Cremonese, alla quale sarebbe bastato un pari per salire in Serie A. I pisani sono quindi primi insieme al Pescara, mentre le altre tre squadre terminano al terzo posto e devono affrontare gli spareggi in campo neutro per l'ultimo posto disponibile. Vengono subito eliminati i grigio-rossi, sconfitti in entrambe le partite, Lecce e Cesena sono a pari punti e devono giocare un'ulteriore gara di spareggio. Questa si tiene l'8 luglio a San Benedetto del Tronto e vede prevalere la squadra bianconera (2-1), che può così festeggiare il ritorno in Serie A.

## Divise e sponsor
Lo sponsor tecnico per la stagione 1986-1987 fu adidas, mentre lo sponsor ufficiale Orogel.
| Casa | Trasferta | Terza divisa |

## Rosa

Fulvio Simonini, tra i protagonisti della promozione con 11 gol, qui in azione con la terza divisa gialla.

| N. |                   | Ruolo | Calciatore         |
| -- | ----------------- | ----- | ------------------ |
|    | Italia (bandiera) | C     | Giuseppe Angelini  |
|    | Italia (bandiera) | A     | Fabio Aselli       |
|    | Italia (bandiera) | C     | Roberto Barozzi    |
|    | Italia (bandiera) | D     | Antonio Bogoni     |
|    | Italia (bandiera) | C     | Roberto Bordin     |
|    | Italia (bandiera) | D     | Alberto Cavasin    |
|    | Italia (bandiera) | C     | Rocco Cotroneo     |
|    | Italia (bandiera) | D     | Fabio Cucchi       |
|    | Italia (bandiera) | D     | Agatino Cuttone    |
|    | Italia (bandiera) | P     | Stefano Dadina     |
|    | Italia (bandiera) | P     | Lorenzo Dall'Oglio |
|    | Italia (bandiera) | C     | Luca Giunchi       |

| N. |                   | Ruolo | Calciatore          |
| -- | ----------------- | ----- | ------------------- |
|    | Italia (bandiera) | C     | Gianluca Leoni      |
|    | Italia (bandiera) | D     | Lorenzo Minotti     |
|    | Italia (bandiera) | A     | Moreno Morbiducci   |
|    | Italia (bandiera) | D     | Franco Pancheri     |
|    | Italia (bandiera) | C     | Fabrizio Perrotti   |
|    | Italia (bandiera) | A     | Gianluca Righetti   |
|    | Italia (bandiera) | A     | Ruggiero Rizzitelli |
|    | Italia (bandiera) | P     | Sebastiano Rossi    |
|    | Italia (bandiera) | C     | Dario Sanguin       |
|    | Italia (bandiera) | C     | Patrizio Sala       |
|    | Italia (bandiera) | A     | Fulvio Simonini     |
|    | Italia (bandiera) | A     | Pasquale Traini     |

## Calciomercato
| Acquisti         | Acquisti            | Acquisti   | Acquisti      |
| R.               | Nome                | da         | Modalità      |
| ---------------- | ------------------- | ---------- | ------------- |
| A                | Fabio Aselli        | Como       | definitivo    |
| D                | Fabio Cucchi        | Prato      | definitivo    |
| D                | Alberto Cavasin     | Bari       | definitivo    |
| D                | Roberto Bordin      | Parma      | definitivo    |
| A                | Fulvio Simonini     | Atalanta   | definitivo    |
| P                | Sebastiano Rossi    | Rondinella | fine prestito |
| Altre operazioni |                     |            |               |
| R.               | Nome                | da         | Modalità      |
| D                | Pierluigi Carpineti | Cesenatico | definitivo    |
| A                | Moreno Morbiducci   | Perugia    | definitivo    |
| A                | Gianluca Righetti   | Parma      | definitivo    |
| D                | Ivano Martini       | Frosinone  | definitivo    |

| Cessioni         | Cessioni           | Cessioni       | Cessioni   |
| R.               | Nome               | a              | Modalità   |
| ---------------- | ------------------ | -------------- | ---------- |
| C                | Rocco Cotroneo     | Empoli         | definitivo |
| C                | Alessandro Bianchi | Padova         | prestito   |
| C                | Mauro Gibellini    | Padova         | definitivo |
| P                | Alberto Fontana    | Vis Pesaro     | prestito   |
| A                | Massimo Agostini   | Roma           | definitivo |
| P                | Fausto Borin       | Sambenedettese | definitivo |
| Altre operazioni |                    |                |            |
| R.               | Nome               | a              | Modalità   |
| D                | Ivano Martini      | Francavilla    | definitivo |
| D                | Luca Meazza        | Alessandria    | definitivo |

## Risultati

### Serie B

#### Girone di andata
| Arbitro: | Tarallo (Como) |

|                      |           |             |
| 44’ (rig.) Gasperini | Marcatori | 33’ Cuttone |

| Arbitro: | Acri (Novi Ligure) |

|                    |           |                    |
| Simonini 7’ (rig.) | Marcatori | 2’ (rig.) Ugolotti |

| San Benedetto del Tronto 28 settembre 1986 3ª giornata | Sambenedettese | 0 – 0 referto | Cesena | Stadio Riviera delle Palme\| Arbitro: \| Baldi (Roma) \| |
| Arbitro:                                               | Baldi (Roma)   |               |        |                                                          |

| Arbitro: | Amendolia (Messina) |

|              |           |                           |
| Simonini 30’ | Marcatori | 54’ (rig.), 76’ Nicoletti |

| Arbitro: | Gava (Conegliano) |

|                   |           |  |
| Sclosa 70’ (rig.) | Marcatori |  |

| Arbitro: | Pucci (Firenze) |

|                                 |           |              |
| Orati 2’ Catalano 11’ Papis 63’ | Marcatori | 68’ Simonini |

| Arbitro: | Leni (Perugia) |

|            |           |  |
| Traini 32’ | Marcatori |  |

| Arbitro: | Amendolia (Messina) |

|            |           |  |
| Rabitti 9’ | Marcatori |  |

| Arbitro: | Lanese (Messina) |

|              |           |                     |
| Simonini 50’ | Marcatori | 26’ (rig.) Podavini |

| Arbitro: | Testa (Prato) |

|                                               |           |              |
| Bernardini 25’ Piras 33’ (rig.) Montesano 52’ | Marcatori | 29’ Angelini |

| Arbitro: | Pezzella (Frattamaggiore) |

|                         |           |  |
| Bordin 71’ Simonini 73’ | Marcatori |  |

| Arbitro: | Tarallo (Como) |

|           |           |            |
| Russo 57’ | Marcatori | 61’ Aselli |

| Arbitro: | Tuveri (Cagliari) |

|              |           |  |
| Simonini 38’ | Marcatori |  |

| Arbitro: | Bruschini (Firenze) |

|                                                |           |  |
| De Falco 39’ P. Iachini 62’ (rig.) Cinello 68’ | Marcatori |  |

| Arbitro: | Leni (Perugia) |

|                          |           |  |
| Sala 7’ Sanguin 35’, 42’ | Marcatori |  |

| Arbitro: | Testa (Prato) |

|            |           |  |
| Cucchi 63’ | Marcatori |  |

| Arbitro: | Fabricatore (Roma) |

|             |           |                |
| Rotella 10’ | Marcatori | 61’ Rizzitelli |

| Arbitro: | Paparesta (Bari) |

|              |           |  |
| Simonini 61’ | Marcatori |  |

| Catania 25 gennaio 1987 19ª giornata | Catania      | 0 – 0 referto | Cesena | Stadio Cibali\| Arbitro: \| Baldi (Roma) \| |
| Arbitro:                             | Baldi (Roma) |               |        |                                             |

#### Girone di ritorno
| Arbitro: | Magni (Bergamo) |

|                         |           |  |
| Simonini 46’ Traini 88’ | Marcatori |  |

| Arbitro: | Tuveri (Cagliari) |

|                 |           |              |
| De Stefanis 36’ | Marcatori | 74’ Simonini |

| Arbitro: | Bruschini (Firenze) |

|                          |           |  |
| Simonini 50’ Cuttone 70’ | Marcatori |  |

| Cremona 8 marzo 1987 23ª giornata | Cremonese        | 0 – 0 referto | Cesena | Stadio Giovanni Zini\| Arbitro: \| D'Elia (Salerno) \| |
| Arbitro:                          | D'Elia (Salerno) |               |        |                                                        |

| Arbitro: | Pieri (Genova) |

|            |           |  |
| Bordin 67’ | Marcatori |  |

| Arbitro: | Paparesta (Bari) |

|                        |           |  |
| Bordin 36’ Sanguin 87’ | Marcatori |  |

| Arbitro: | Magni (Bergamo) |

|  |           |                       |
|  | Marcatori | 67’ (aut.) Paolinelli |

| Arbitro: | Baldi (Roma) |

|          |           |            |
| Sala 52’ | Marcatori | 20’ Frutti |

| Arbitro: | Luci (Firenze) |

|             |           |  |
| Fiorini 66’ | Marcatori |  |

| Arbitro: | Acri (Novi Ligure) |

|            |           |  |
| Traini 41’ | Marcatori |  |

| Arbitro: | Baldas (Trieste) |

|                        |           |                           |
| Carotti 42’ Savino 53’ | Marcatori | 46’ Rizzitelli 75’ Traini |

| Arbitro: | Lombardo (Marsala) |

|            |           |                  |
| Traini 11’ | Marcatori | 18’ Maestripieri |

| Arbitro: | Fabricatore (Roma) |

|            |           |  |
| Giusto 68’ | Marcatori |  |

| Cesena 17 maggio 1987 33ª giornata | Cesena                    | 0 – 0 referto | Triestina | Stadio La Fiorita\| Arbitro: \| Pezzella (Frattamaggiore) \| |
| Arbitro:                           | Pezzella (Frattamaggiore) |               |           |                                                              |

| Arbitro: | Bergamo (Livorno) |

|           |           |  |
| Raise 33’ | Marcatori |  |

| Arbitro: | D'Elia (Salerno) |

|  |           |        |
|  | Marcatori | Bordin |

| Arbitro: | Agnolin (Bassano del Grappa) |

|                                    |           |  |
| Bordin 25’ Simonini 53’ Traini 73’ | Marcatori |  |

| Arbitro: | Magni (Bergamo) |

|                             |           |                  |
| Marronaro 49’ Stringara 80’ | Marcatori | 61’ (aut.) Luppi |

| Arbitro: | Paparesta (Bari) |

|                              |           |                    |
| Bordin 18’ Traini 66’ (rig.) | Marcatori | 24’ (rig.) Braglia |

#### Spareggi promozione
| Pescara 27 giugno 1987 1ª giornata | Cesena           | 0 – 0 referto | Lecce | Stadio Adriatico\| Arbitro: \| D'Elia (Salerno) \| |
| Arbitro:                           | D'Elia (Salerno) |               |       |                                                    |

| Arbitro: | Pairetto (Torino) |

|               |           |  |
| Rizzitelli 9’ | Marcatori |  |

| Arbitro: | Casarin (Milano) |

|                       |           |            |
| Bordin 4’ Cuttone 65’ | Marcatori | 40’ Panero |

### Coppa Italia

#### Primo turno
| Rimini 24 agosto 1986 1ª giornata | Cesena         | 0 – 0 referto | Lazio | Stadio Romeo Neri (2 000 spett.)\| Arbitro: \| Luci (Firenze) \| |
| Arbitro:                          | Luci (Firenze) |               |       |                                                                  |

| Vicenza 27 agosto 1986 2ª giornata | Lanerossi Vicenza   | 0 – 0 referto | Cesena | Stadio Romeo Menti\| Arbitro: \| Amendolia (Messina) \| |
| Arbitro:                           | Amendolia (Messina) |               |        |                                                         |

| Arbitro: | Tuveri (Cagliari) |

|              |           |  |
| Righetti 61’ | Marcatori |  |

| Arbitro: | Baldas (Trieste) |

|  |           |                  |
|  | Marcatori | 29’ (aut.) Rocca |

| Arbitro: | Leni (Perugia) |

|                                         |           |             |
| A. Carnevale 24’ Maradona 53’ Bagni 74’ | Marcatori | 9’ Simonini |

## Statistiche

### Statistiche di squadra
| Competizione | Punti | In casa | In casa | In casa | In casa | In casa | In casa | In trasferta | In trasferta | In trasferta | In trasferta | In trasferta | In trasferta | Totale | Totale | Totale | Totale | Totale | Totale | DR  |
| Competizione | Punti | G       | V       | N       | P       | Gf      | Gs      | G            | V            | N            | P            | Gf           | Gs           | G      | V      | N      | P      | Gf     | Gs     | DR  |
| ------------ | ----- | ------- | ------- | ------- | ------- | ------- | ------- | ------------ | ------------ | ------------ | ------------ | ------------ | ------------ | ------ | ------ | ------ | ------ | ------ | ------ | --- |
| Serie B      | 43    | 19      | 13      | 5       | 1       | 27      | 7       | 19           | 2            | 8            | 9            | 11           | 22           | 38+3   | 15+2   | 13+1   | 10     | 38+3   | 29+1   | +11 |
| Coppa Italia | 6     | 2       | 1       | 1       | 0       | 1       | 0       | 3            | 1            | 1            | 1            | 2            | 3            | 5      | 2      | 2      | 1      | 3      | 3      | 0   |
| Totale       | 49    | 21      | 14      | 6       | 1       | 28      | 7       | 22           | 3            | 9            | 10           | 13           | 25           | 46     | 19     | 16     | 11     | 44     | 33     | +11 |

### Statistiche dei giocatori
| Giocatore     | Serie B  | Serie B | Serie B     | Serie B    | Coppa Italia | Coppa Italia | Coppa Italia | Coppa Italia | Totale   | Totale | Totale      | Totale     |
| Giocatore     | Presenze | Reti    | Ammonizioni | Espulsioni | Presenze     | Reti         | Ammonizioni  | Espulsioni   | Presenze | Reti   | Ammonizioni | Espulsioni |
| ------------- | -------- | ------- | ----------- | ---------- | ------------ | ------------ | ------------ | ------------ | -------- | ------ | ----------- | ---------- |
| G. Angelini   | 15       | 1       | ?           | ?          | 5            | 0            | ?            | ?            | 20       | 1      | ?           | ?          |
| F. Aselli     | 29+3     | 1+0     | ?           | ?          | 0            | 0            | 0            | 0            | 32       | 1      | 0+          | 0+         |
| R. Barozzi    | 30+1     | 0       | ?           | ?          | 5            | 0            | ?            | ?            | 36       | 0      | ?           | ?          |
| A. Bogoni     | 1+1      | 0       | ?           | ?          | 0            | 0            | 0            | 0            | 2        | 0      | 0+          | 0+         |
| R. Bordin     | 31+3     | 6+1     | ?           | ?          | 0            | 0            | 0            | 0            | 34       | 7      | 0+          | 0+         |
| A. Cavasin    | 36+3     | 0       | ?           | ?          | 4            | 0            | ?            | ?            | 43       | 0      | ?           | ?          |
| R. Cotroneo   | 6        | 0       | ?           | ?          | 3            | 0            | ?            | ?            | 9        | 0      | ?           | ?          |
| F. Cucchi     | 30+3     | 1+0     | ?           | ?          | 2            | 0            | ?            | ?            | 35       | 1      | ?           | ?          |
| A. Cuttone    | 36+2     | 2+1     | ?           | ?          | 5            | 0            | ?            | ?            | 43       | 3      | ?           | ?          |
| S. Dadina     | 6+0      | -7+0    | ?           | ?          | 5            | -3           | ?            | ?            | 11       | -10    | ?           | ?          |
| L. Giunchi    | 1+0      | 0       | ?           | ?          | 0            | 0            | 0            | 0            | 1        | 0      | 0+          | 0+         |
| G. Leoni      | 25+3     | 0       | ?           | ?          | 5            | 0            | ?            | ?            | 33       | 0      | ?           | ?          |
| L. Minotti    | 14+0     | 0       | ?           | ?          | 0            | 0            | 0            | 0            | 14       | 0      | 0+          | 0+         |
| M. Morbiducci | 4+0      | 0       | ?           | ?          | 0            | 0            | 0            | 0            | 4        | 0      | 0+          | 0+         |
| F. Pancheri   | 36+2     | 0       | ?           | ?          | 5            | 0            | ?            | ?            | 43       | 0      | ?           | ?          |
| F. Perrotti   | 9+1      | 0       | ?           | ?          | 5            | 0            | ?            | ?            | 15       | 0      | ?           | ?          |
| G. Righetti   | 4+0      | 0       | ?           | ?          | 5            | 1            | ?            | ?            | 9        | 1      | ?           | ?          |
| R. Rizzitelli | 26+3     | 2+1     | ?           | ?          | 4            | 0            | ?            | ?            | 33       | 3      | ?           | ?          |
| S. Rossi      | 33+3     | -22-1   | ?           | ?          | 0            | 0            | 0            | 0            | 36       | -22    | 0+          | 0+         |
| D. Sanguin    | 35+3     | 3+0     | ?           | ?          | 5            | 0            | ?            | ?            | 43       | 3      | ?           | ?          |
| P. Sala       | 26+3     | 2+0     | ?           | ?          | 5            | 0            | ?            | ?            | 34       | 2      | ?           | ?          |
| F. Simonini   | 36+3     | 11+0    | ?           | ?          | 5            | 1            | ?            | ?            | 44       | 12     | ?           | ?          |
| P. Traini     | 25+2     | 7+0     | ?           | ?          | 2            | 0            | ?            | ?            | 29       | 7      | ?           | ?          |